# Miguel Slocker

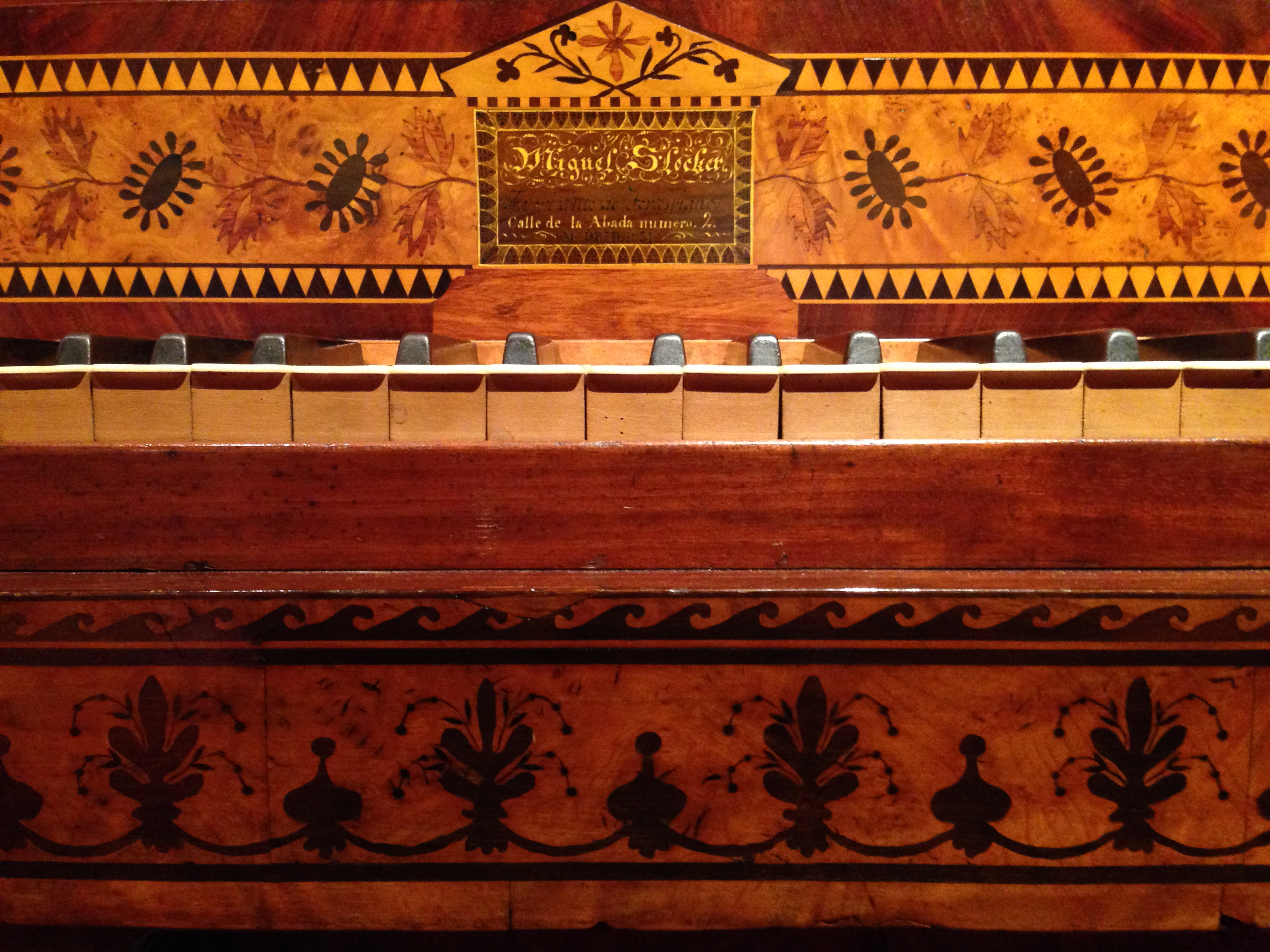
Detall de la marca i el teclat del piano de Miguel Slocker, fabricat al 1831, exposat al Museu de la Música de Barcelona

Miguel Slocker fou un constructor de pianos espanyol del segle xix. Com a fabricant de pianos s'establí al carrer La Abada núm. 2 de Madrid abans del 1831, el 1836 consta que treballava al carrer de San Joaquín. Es presentà a la Exposición Pública de la Industria Española de 1831 amb dos pianos, guanyant medalla de bronze. Un d'aquests pianos es conserva al Museu de la Música de Barcelona, es tracta d'un piano de taula amb mecanisme anglès doble, quatre pedals i sis octaves. Altres dos pianos de taula datats del 1836 (de col·leccions privades) tenen la següent marca: "Miguel Slocker. Fabricante de Pianos Fortes. Premiado por S. M. Calle de San Joaquín. Madrid, 1836". A la Exposición Pública de la Industria Española de 1850 presentà dos pianos verticals sense aconseguir premi. Juan Slocker i Herppen, possiblement fill i successor de Miguel, moria a Madrid el 4 d'agost de 1872. L'any 1860 signà a la revista "El Arte musical" un article de protesta juntament amb Samaniego, Montano, Velasco, Weis i Hazen, contestant a les acusacions que eren simples muntadors de caixes de pianos i no autèntics fabricants. Es presentà a l'Exposició Universal de París (1867).